# Jan Mostaert
Jan Mostaert, identificado con el Maestro de Oultremont (c.1475-1552/53), fue un pintor de retratos y retablos neerlandés, siendo uno de los primeros artistas de los Países Bajos del Norte de los que se conoce el nombre gracias a la biografía que le dedicó Karel van Mander. 

## Biografía
Mostaert nació probablemente en Haarlem, hijo de un molinero acomodado aunque Van Mander afirmase que procedía de familia noble. Siendo joven, entró en casa del pintor Jacques de Haarlem como aprendiz. Contrajo matrimonio con Angnyese (Agnes) Martijnsdr (viuda of Claes Claesz Suycker). Se le cita como pintor por primera vez en 1498, en un documento de compra de una casa. Ingresó en 1502 en la Guilda de San Lucas, el gremio de los artistas de la ciudad. Existen abundantes datos de su pertenencia al gremio, del que fue elegido decano en 1507, y de su trabajo en el relicario perdido de la iglesia de San Bavón. Con todo, de 1516 a 1526 faltan las noticias de Mostaert en los registros de Haarlem, habiéndose supuesto que se desplazase a Malinas, llamado por Margarita de Austria a su corte. Aunque no se ha podido documentar que desempeñase efectivamente el papel de pintor de cámara que le atribuyó Van Mander, algunos datos confirman que hizo retratos de la regente y de su esposo Filiberto II de Saboya en 1521, si bien el duque en esa fecha había fallecido hacía algunos años por lo que necesariamente había de tratarse de una copia.
En 1526 reaparece en los registros de Haarlem, de donde no debió de ausentarse nunca por mucho tiempo. De 1542 a 1543 volvió desempeñar el cargo de decano del gremio y en 1549 trabajó para la catedral.
Según Karel van Mander, Mabuse habría solicitado su colaboración para concluir la pintura de la abadía de Middelburg, pero él se habría negado por estar al servicio de una gran dama (Margarita de Austria).
Falleció antes de la Pascua de 1553, pues en ese momento se suspendieron los pagos en su nombre al gremio y su casa fue alquilada a otras personas.

## Estilo
El estilo de la pintura de Mostaert se relaciona con el de Geertgen tot Sint Jans, una generación mayor, al punto que algunas obras, como el Árbol de Jessé del Rijksmuseum de Ámsterdam ha sido atribuido indistintamente a uno u otro. De hecho, Mostaert parece haber desempeñado el papel de puente entre las tradiciones flamencas, con su enérgico realismo y su amor a los detalles, y las nuevas corrientes en lo decorativo llegadas de Italia, que él va a emplear siempre de manera superficial. Esa incapacidad para incorporar las nuevas tendencias y la ausencia de evolución hará que al final de su larga carrera su pintura se hubiese visto superada por la obra de los llamados manieristas de Haarlem.

## Obra
A partir de las descripciones de Karel van Mander reconocibles en alguna obra subsistente, fundamentalmente el Ecce Homo  del Museo Pushkin de Moscú a tamaño natural, se ha llegado a establecer un corpus de entre treinta y cuarenta obras atribuidas, no exentas de polémica. Van Mander menciona también una pintura inacabada de un «paisaje de las Indias Occidentales con muchos desnudos, un afloramiento rocoso y casas de extraños», que suele identificarse desde su descubrimiento en 1909 con la tabla que actualmente se conoce como Paisaje con episodio de la conquista de América, en el que se supone habría representado una escena de la expedición de Coronado a Nuevo México y Arizona, aunque no falten críticos que duden de esta identificación. En todo caso, este paisaje es representativo de las influencias que recibió de Joachim Patinir a partir de 1520, como se advierte en algunas de sus restantes obras.
Sus retratos de tres cuartos, finos y elegantes, se acompañan con frecuencia de alusiones a motivos religiosos. Es el caso del que se supone retrato de Margarita de Austria en el Museo Thyssen-Bornemisza, con La bajada de Cristo al Limbo según el Evangelio Apócrifo de Nicodemo, que se ha puesto en relación con obras ascéticas españolas, pero que se encuentra del mismo modo en los retratos de Abel van der Coulster y el de una dama desconocida de Berlín, con la Visión de Augusto y la sibila Tiburtina al fondo, o los retratos de un hombre joven de la Walker Art Gallery de Liverpool y de una mujer desconocida en el Rijksmuseum, ante paisajes en los que se representa la leyenda de san Huberto. 
| Imagen | Título | Datación      | Técnica          | Medidas                                                                                        | Museo                                                                                |
| ------ | --- | ------------- | ---------------- | ---------------------------------------------------------------------------------------------- | ------------------------------------------------------------------------------------ |
|        | Retrato de Jacob Jansz. van der Meer | ca. 1505      | óleo sobre tabla | 40 x 28.5 cm                                                                                   | Statens Museum for Kunst, Copenhague                                                 |
|        | Tríptico del Juicio Final | ca. 1510-1514 | óleo sobre tabla | 109 x 71 cm (panel central) 115 x 35 cm (puertas laterales)                                    | Rheinisches Landesmuseum, Bonn                                                       |
|        | Tríptico del Juicio Final, puertas cerradas | ca. 1510-1514 | óleo sobre tabla | 115 x 35 cm (cada puerta)                                                                      | Rheinisches Landesmuseum, Bonn                                                       |
|        | Retrato de Abel van der Coulster | ca. 1510-1515 | óleo sobre tabla | 89,5 x 56 cm                                                                                   | Koninklijke Musea voor Schone Kunsten, Bruselas                                      |
|        | Ecce Homo | ca. 1510-1515 | óleo sobre tabla | 29.2 x 21 cm                                                                                   | Metropolitan Museum of Art, Nueva York                                               |
|        | Cristo Varón de Dolores | ca. 1510-1525 | óleo sobre tabla | 44.2 x 33.4 cm                                                                                 | Kunsthalle, Hamburgo                                                                 |
|        | Cabeza de san Juan Bautista | ca. 1510-1525 | óleo sobre tabla | 26 x 17.1 cm                                                                                   | National Gallery, Londres                                                            |
|        | Ecce Homo | ca. 1515      | óleo sobre tabla | 55,7 x 47,3 cm                                                                                 | Saint Louis Art Museum, San Luis (Misuri)                                            |
|        | Tríptico de la Lamentación La tabla central podría no pertenecer a Mostaert                                                                      | ca. 1515-1520 | óleo sobre tabla | 73,5 x 58,2 cm (tabla central) 73.5 x 21.5 cm (cada una de las puertas)                        | Frans Hals Museum, Haarlem                                                           |
|        | Tríptico de la Pasión de Cristo (Tríptico de Oultremont)                                                                                         | ca. 1515-1520 | óleo sobre tabla | 134 x 97,5 cm (panel centra) 140,5 x 45,5 cm (puerta izquierda) 139.5 x 45 cm (puerta derecha) | Koninklijke Musea voor Schone Kunsten, Bruselas                                      |
|        | Retrato de varón desconocido | ca. 1520      | óleo sobre tabla | 42 x 29 cm                                                                                     | Gemäldegalerie, Berlín                                                               |
|        | Paisaje con san Cristóbal | ca. 1520      | óleo sobre tabla | 108 x 142,2 cm                                                                                 | Museum Mayer van den Bergh, Amberes                                                  |
|        | Retrato de Joost van Bronckhorst | ca. 1520      | óleo sobre tabla | 43,5 x 28 cm                                                                                   | Petit Palais, París                                                                  |
|        | Retrato de mujer, posiblemente Ana de Bretaña | ca. 1520      | óleo sobre tabla | 42,2 x 32,4 cm                                                                                 | Paradero actual desconocido.                                                         |
|        | Retrato de hombre joven | ca. 1520      | óleo sobre tabla | 53 x 37 cm                                                                                     | Museo del Prado, Madrid                                                              |
|        | Dos puertas laterales de un tríptico con donantes                                                                                                | ca. 1520      | óleo sobre tabla | cada puerta 79.7 x 37.7 cm                                                                     | Koninklijke Musea voor Schone Kunsten, Bruselas                                      |
|        | Retrato de Jan II van Wassenaer | ca. 1520-1522 | óleo sobre tabla | 47 x 33 cm                                                                                     | Louvre, París                                                                        |
|        | Adoración de los magos | ca. 1520-1525 | óleo sobre tabla | 51 x 36.5 cm                                                                                   | Rijksmuseum, Ámsterdam                                                               |
|        | Díptico. Aparición de Cristo a su madre con las almas del Limbo (izquierda) y Almas del Limbo y donante, posiblemente María de Borgoña (derecha) | ca. 1520-1525 | óleo sobre tabla | cada tabla 26,7 x 18,8 cm                                                                      | Rijksmuseum Twenthe, Enschede (izquierda) Museo Thyssen-Bornemisza, Madrid (derecha) |
|        | Ecce Homo | ca. 1520-1530 | óleo sobre tabla | 120,5 x 95,5 cm                                                                                | Museo Pushkin, Moscú                                                                 |
|        | Retrato de un cortesano también conocido como Retrato de Carlos VIII                                                                             | ca. 1520-1530 | óleo sobre tabla | 42 x 32.5 cm                                                                                   | Museo Czartoryski, Cracovia                                                          |
|        | Abraham despide a Agar e Ismael | ca. 1520-1530 | óleo sobre tabla | 94 x 131 cm                                                                                    | Museo Thyssen-Bornemisza, Madrid                                                     |
|        | Retrato de una mujer desconocida (cortado) | ca. 1520-1530 | óleo sobre tabla | 48 x 32 cm                                                                                     | Gemäldegalerie, Berlín                                                               |
|        | Paisaje con un episodio de la conquista de América                                                                                               | ca. 1520-1530 | óleo sobre tabla | 86,5 x 152,5 cm                                                                                | Rijksmuseum, Ámsterdam                                                               |
|        | Retrato de mujer desconocida | ca. 1525      | óleo sobre tabla | 64,3 x 49,5 cm                                                                                 | Rijksmuseum, Ámsterdam                                                               |
|        | Retrato de un africano | ca. 1525-1530 | óleo sobre tabla | 30,8 x 21,2 cm                                                                                 | Rijksmuseum, Ámsterdam                                                               |
|        | Retrato de un hombre joven | ca. 1525-1530 | óleo sobre tabla | 96,6 x 73,7 cm                                                                                 | Walker Art Gallery, Liverpool                                                        |
|        | La crucifixión | ca. 1530      | óleo sobre tabla | 114,6 x 74,6 cm                                                                                | Philadelphia Museum of Art, Filadelfia                                               |